# Pohamba Shifeta

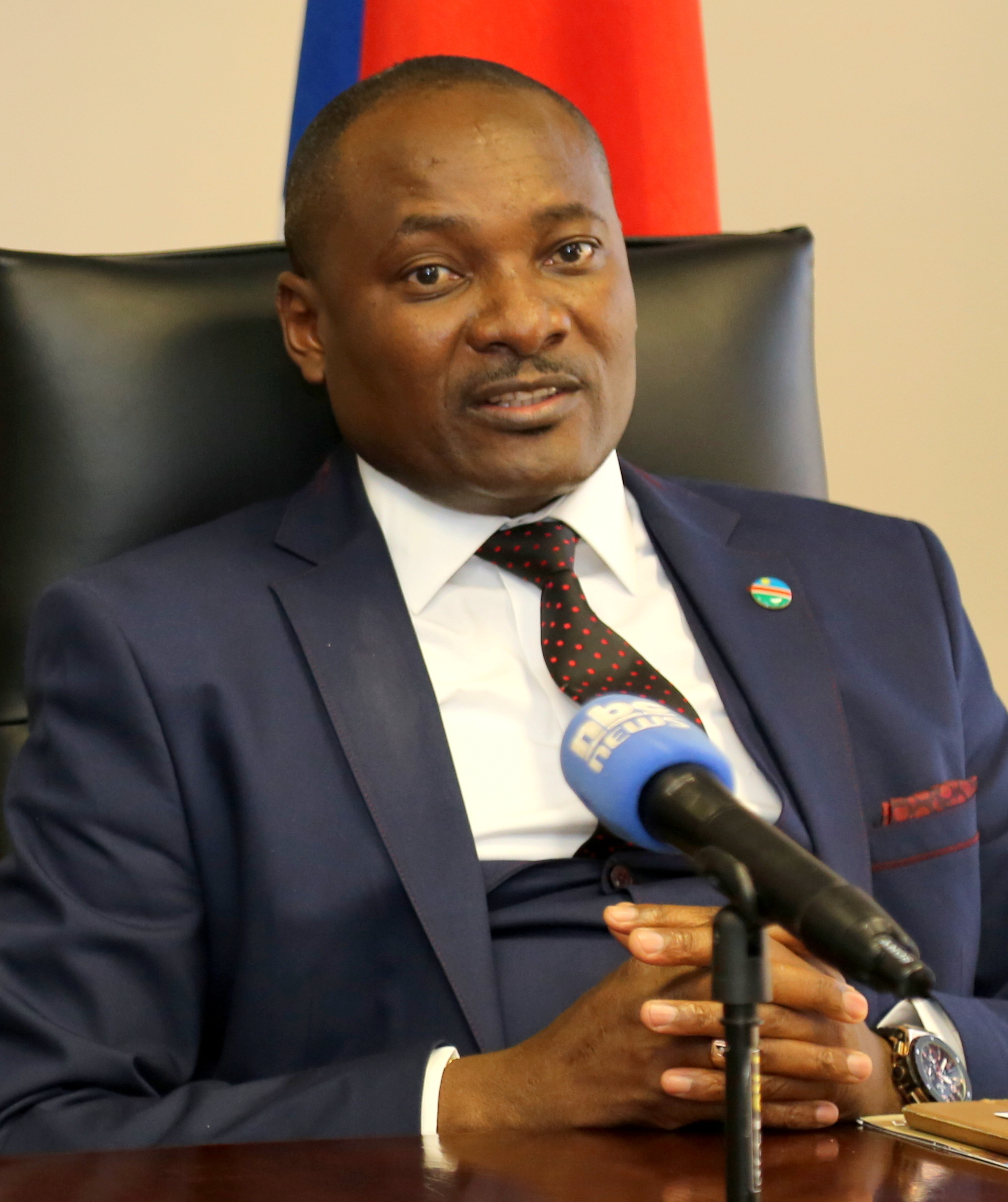
Pohamba Shifeta (2016)

Pohamba Penomwenyo Shifeta (* 27. März 1968 in Ongenga, Südwestafrika) ist ein namibischer Politiker. Er war von 2015 bis 2025 Umwelt- und Tourismusminister und seit 2020 zusätzlich für das Ressort Forstwirtschaft zuständig.
Seit 2005 ist Shifeta Abgeordneter in der Nationalversammlung Namibias.
Shifeta war seit 1988 Gewerkschafter und Studentenführer, vor allem in der National Union of Namibian Workers und der Namibia National Students Organisation. Er hält seit 1996 einen Bachelor in Politikwissenschaften der Universität von Namibia. Von 2005 bis 2012 war er Vizeminister im Ressort Jugend, Nationaldienste, Sport und Kultur. 2012 wechselte er in gleicher Position ins Ministerium für Umwelt und Tourismus, wo er 2015 das Ministeramt übernahm.